# Hans-Heinrich Jordan
Hans-Heinrich Jordan (* 26. September 1948 in Jübar; † 18. Juni 2019) war ein deutscher Politiker (CDU). 

## Leben und Beruf
Nach der Berufsausbildung mit Abitur begann Jordan 1968 ein Studium der Landwirtschaft, das er 1972 als Diplom-Agraringenieur beendete. 1977 erfolgte seine Promotion (Dissertation A) an der Humboldt-Universität zu Berlin mit der Arbeit „Vergleichende Untersuchungen zu Milchleistung, Melkbarkeit, Mastleistung und Schlachtwert von Milchrindkreuzungen“. Danach war Jordan in der Verwaltung des Kreises Klötze und anschließend von 1990 bis 1994 als Leitender Kreisverwaltungsdirektor beim Landkreis Salzwedel tätig. 
Hans-Heinrich Jordan war verheiratet und hatte zwei Kinder.

## Partei
Jordan trat 1993 in die CDU ein, war seit 1997 Vorsitzender und später Ehrenvorsitzender des CDU-Kreisverbandes Altmarkkreis Salzwedel.

## Abgeordneter
Von 2005 bis 2009 war Hans-Heinrich Jordan Mitglied des Deutschen Bundestages. Er war Mitglied des ständigen Ausschusses des Bundesministerium für Ernährung, Landwirtschaft und Verbraucherschutz. 
Er zog über die Landesliste Sachsen-Anhalt in den Bundestag ein. Sein Heimatwahlkreis war der Wahlkreis 67 Altmark.
Hans-Heinrich Jordan scheiterte bei der Bundestagswahl 2009 am 27. September 2009 im Bundestagswahlkreis Altmark (Wahlkreis 67) beim Kampf um das Direktmandat mit 31,2 % der Erststimmen. Da er nur über Platz 5 auf der Landesliste der CDU abgesichert war, schied er aus dem Bundestag aus.

## Öffentliche Ämter
Jordan war von 1994 bis 2005 Sozialdezernent und von 2001 bis 2005 auch Erster Beigeordneter im Altmarkkreis Salzwedel.